# Elinor Lipper
Elinor Lipper (* 5. Juli 1912 in Brüssel; † 9. Oktober 2008 im Tessin) war eine Autorin und Übersetzerin. Als überzeugte Kommunistin wurde sie Mitarbeiterin der Komintern und nach ihrer Ausreise in die Sowjetunion 1937 schließlich Opfer des Großen Terrors und als Lagerhäftling Zeugin des Terrors im sowjetischen Gulag. Ihr 1950 erschienenes Buch Elf Jahre in sowjetischen Gefängnissen und Lagern gilt als einer der ersten ausführlichen deutschsprachigen Berichte über das Kolyma-Gebiet, ein berüchtigtes Gebiet von Straflagern im russischen Fernen Osten, wo hunderttausende Strafgefangene unter menschenunwürdigen Bedingungen in arktischer Kälte vor allem nach Gold und anderen Edelmetallen schürfen mussten.

## Leben

### Jugend
Lipper wurde als Tochter des jüdisch-deutschen Geschäftsmanns Oskar Salomon Lipper und ihrer aus den Niederlanden stammenden Mutter Lilli geboren.
Die Eltern ließen sich scheiden. Die Mutter zog mit ihrer Tochter Elinor nach Den Haag, der Vater in die Schweiz.
Ab 1931 studierte sie Medizin, zunächst in Freiburg, dann in Berlin, hier wurde sie zu einer Anhängerin des Kommunismus. Sie floh vor dem Nationalsozialismus und der ihr drohenden Verfolgung wegen Verbreitung marxistischer Literatur in die Schweiz und studierte dort Psychotherapie. Dort wurde sie auch aus Überzeugung für die Kommunistische Internationale tätig. Damit sie die Schweizer Staatsangehörigkeit erhielt, arrangierten Personen der Kommunistischen Internationale eine Scheinehe mit dem Schweizer Konrad Vetterli.

### Gefangenschaft im sowjetischen Gulag
Als in der Sowjetunion während des Großen Terrors willkürliche Verhaftungen an der Tagesordnung waren, reiste Elinor Lipper trotz eindringlicher Warnungen vor der politischen Situation im Land 1937 nach Moskau aus, um dort im Verlag für ausländische Literatur als Redakteurin zu arbeiten. Dort lebte sie im Hotel Lux, das seit 1933 als Gästehaus der Komintern fungierte und in dem in den 1930er Jahren überwiegend deutsche Exilanten einquartiert waren. In Moskau lernte sie Berta Zimmermann (1902–1937) kennen, die aus der Schweiz stammende Ehefrau von Fritz Platten (1883–1942), einem Schweizer Kommunisten und persönlichen Freund Lenins, dem er 1917 nach der russischen Februarrevolution 1917 die Rückkehr aus dem Exil in der Schweiz nach Russland organisiert und im Folgejahr bei einem Attentat auch noch das Leben gerettet hatte. Möglicherweise war diese Bekanntschaft auch schicksalhaft für Elinor Lipper, denn beide wurden später hingerichtet; Zimmermann schon am 2. Dezember 1937 und Platten einige Jahre später am 22. April 1942, Lenins Geburtstag. Bereits in der Nacht des 26. Juli 1937 wurde sie von der sowjetischen Geheimpolizei verhaftet und in deren Gefängnis Lubjanka vierzehn Monate inhaftiert. Ihr drohte das Urteil „Tod durch Erschießen“. Am 8. September beziehungsweise am 14. Oktober 1938 wurde sie wegen konterrevolutionärer Tätigkeit zu fünf Jahren Lagerhaft verurteilt.
Sie wurde schließlich nach Ostsibirien in ein Gulag-Arbeitslager im Gebiet des Flusses Kolyma deportiert. Das Kolyma-Gebiet war ein berüchtigtes Strafgebiet im russischen Fernen Osten. Hunderttausende Strafgefangene, unter ihnen auch ausländische und Kriegsgefangene, mussten hier unter menschenunwürdigen Bedingungen in der eisigen arktischen Kälte vor allem nach Gold und anderen Edelmetallen schürfen. Dort musste sie wegen des ausgebrochenen Zweiten Weltkrieges weit länger als die fünf Jahre leiden, da die Sowjetunion in der Zeit des Krieges keine Gefangenen entließ. Erst im Herbst 1946 wurde Elinor Lipper aus dem Gulag entlassen. In ihrer Haftzeit stand sie zweimal wegen Hunger und Erschöpfung am Rande des Todes. Ihr Glück war, dass sie als ehemalige Medizinstudentin in Krankenstationen arbeiten konnte. Nach der Entlassung aus Kolyma wurde sie von Transitgefängnis zu Transitgefängnis weitergereicht. In dieser Zeit gebar sie ihre Tochter Genia, die aus einer Liebesbeziehung mit einem gefangenen Arzt hervorgegangen war. Im Juni 1948 gelangte sie mit ihrem Kind schließlich in die Schweiz. Sie litt danach noch lange an den Nachwirkungen der Haftzeit; hatte einen Nervenzusammenbruch und monatelange Gleichgewichtsstörungen.

### Elinor Lipper als Zeugin des Terrors in der Nachkriegszeit
Im Prozess über die sowjetischen Lager stützte sie Ende 1950 in Paris als Zeugin den politischen Aktivisten David Rousset. Er wurde nach durch ihn veröffentlichten Berichten und angeregten Untersuchungen über die sowjetischen Straflager von linksgerichteten französischen Medien als trotskyste falsificateur (trotzkistischer Fälscher) bezeichnet. Elinor Lipper berichtete von ihren Erlebnissen und den Gräueln in diesen Arbeitslagern. Es war ein öffentlicher Auftritt im Zuge des von Rousset angestrengten Verleumdungsprozesses gegen eine Zeitschrift der französischen Kommunisten, der zu jener Zeit Mut erforderte, weil die öffentliche Meinung in Frankreich über die Sowjetunion meist positiv war, die kommunistische Presse Kritiker des Stalinismus wie Rousset und Lipper angriff und sie unter Umständen als Lügner bezeichnete. Im Mai 1951 nahm sie in Brüssel an einem Tribunal gegen das sowjetische Lagersystem teil, ebenfalls als Zeugin.
Über ihre Beobachtungen schrieb sie ein Buch: Elf Jahre in Sowjetischen Gefängnissen und Lagern. Das in 16 Sprachen erschienene Werk wurde etliche Jahre nach der Veröffentlichung auch als Hörbuch vertont. Der deutsche Politikwissenschaftler Siegfried Jenkner (1930–2018) würdigte sie in seiner Bibliographie Erinnerungen politischer Häftlinge an den GULAG und sagte, dass das Buch der erste ausführliche deutschsprachige Bericht über das Strafgebiet im russischen Fernen Osten sei.
Dieses Buch und Gespräche mit Elinor Lipper inspirierten den österreichischen Publizisten Robert Neumann (1897–1975) zu seinem Roman Die Puppen von Poshansk.
Durch die englische Übersetzung ihres Buches wurde 1951 bekannt, wie der amerikanische Vize-Präsident Henry A. Wallace bei seinem Sibirienbesuch im Mai 1944 in Magadan vom NKWD über den Einsatz von Gulag-Häftlingen bei der Goldgewinnung getäuscht worden war.

### Rückzug ins Privatleben und Arbeit als Übersetzerin
1951 heiratete Elinor Lipper den jüdischen Tropenmediziner Just Robert Català und lebte mit ihrer Familie im Tessin. Sie arbeitete noch als Übersetzerin, vor allem aus dem Französischen ins Deutsche. Ihre Tochter Genia Català ist ebenfalls Übersetzerin. Elinor Lipper starb im Oktober 2008 im Alter von 96 Jahren.
Der isländische Politikwissenschaftler Hannes Hólmsteinn Gissurarson bezeichnete sie in einem 2018 erschienenen Aufsatz als europäische Kosmopolitin.

## Werk
- Elf Jahre in sowjetischen Gefängnissen und Lagern. Verlag Oprecht, Zürich 1950. Als Hörbuch: RADIOROPA Hörbuch, 2008, ISBN 978-3836801560.